# Cherie DeVille
Cherie DeVille (Durham, Carolina del Norte; 30 de agosto de 1978) es una actriz pornográfica y modelo erótica estadounidense.

## Biografía
Cherie DeVille nació en agosto de 1978 en la ciudad de Durham (Carolina del Norte), en una familia de ascendencia francocanadiense. Se crio en Washington D. C. y Cape Cod (Massachusetts). En su infancia, Cherie montaba a caballo, hacía ballet, tocaba la batería en una banda y fue cheerleader en su adolescencia. A los 16 años estaba en un equipo de natación y era socorrista. En su etapa adulta, trabajó como fisioterapeuta y modelo erótica antes de entrar en la industria pornográfica.
DeVille empezó como actriz porno en noviembre de 2012, a los 34 años de edad. Al igual que otras actrices que comenzaron con más de 30 años en la industria, por su físico, edad y atributos, fue etiquetada como MILF. Muchas de sus primeras películas tenían que ver con esta temática, así como de sexo lésbico. En esta dirección está su debut en Seduced By Mommy 3.
Como actriz ha trabajado para estudios como Pure Taboo, New Sensations, Girlsway, Elegant Angel, Forbidden Fruits Films, Tushy, Evil Angel, Girlfriends Films, Blacked, Metro, Jules Jordan Video, Penthouse, Brazzers, Zero Tolerance, Reality Junkies, Lethal Hardcore, Le Wood Productions, Hard X o Wicked Pictures.
En 2015 dirigió su primera película: Blondes, Birds and Bees.
Durante cuatro ediciones consecutivas (2014-2017) ha recibido la nominación en los Premios AVN a Artista MILF/Cougar del año.
En 2016, además, recibió una nominación en los Premios XBIZ a la Artista MILF del año y en los Premios AVN a la Mejor escena de sexo lésbico en grupo por Me and my Girlfriend 10.
En 2017 se alzó en los Premios XBIZ como la Artista MILF del año. Ese mismo año, recibió en los Premios AVN el galardón a la Mejor escena de sexo en grupo por Orgy Masters 8.
Algunos títulos de su filmografía son Anal Interviews 2, Buttman Anal Savant, Evil MILFs, I Blackmailed My Stepmom's Ass, Lex the Impaler 9, MILF Dreams, Project Pandora, Rear View 4, Stepmother 12 o This Spa Has Secrets.
Ha rodado más de 1700 películas como actriz.

## Premios y nominaciones
| Año  | Ceremonia    | Resultado | Premio                                        | Trabajo                                                                                   |
| ---- | ------------ | --------- | --------------------------------------------- | ----------------------------------------------------------------------------------------- |
| 2014 | Premios AVN  | Nominada  | Artista MILF/Cougar del año                   | —                                                                                         |
| 2014 | Premios XRCO | Nominada  | Artista MILF del año                          | —                                                                                         |
| 2015 | Premios AVN  | Nominada  | Artista MILF/Cougar del año                   | —                                                                                         |
| 2015 | Premios AVN  | Nominada  | Premio fan: MILF más caliente                 | —                                                                                         |
| 2015 | Premios AVN  | Nominada  | Mejor escena de sexo lésbico en grupo         | Lesbian Touch                                                                             |
| 2015 | Premios XRCO | Nominada  | Artista MILF del año                          | —                                                                                         |
| 2016 | Premios AVN  | Nominada  | Artista MILF/Cougar del año                   | —                                                                                         |
| 2016 | Premios AVN  | Nominada  | Premio fan: MILF más caliente                 | —                                                                                         |
| 2016 | Premios AVN  | Nominada  | Mejor escena de sexo lésbico en grupo         | Me and My Girlfriend 10                                                                   |
| 2016 | Premios XBIZ | Nominada  | Artista MILF del año                          | —                                                                                         |
| 2016 | Premios XRCO | Nominada  | Artista MILF del año                          | —                                                                                         |
| 2017 | Premios AVN  | Nominada  | Mejor actriz                                  | Project Pandora: A Psychosexual Lesbian Thriller                                          |
| 2017 | Premios AVN  | Nominada  | Artista MILF/Cougar del año                   | —                                                                                         |
| 2017 | Premios AVN  | Ganadora  | Mejor escena de sexo en grupo                 | Orgy Masters 8                                                                            |
| 2017 | Premios AVN  | Nominada  | Premio fan: MILF más caliente                 | —                                                                                         |
| 2017 | Premios AVN  | Nominada  | Premio fan: Estrella mediática                | —                                                                                         |
| 2017 | Premios XBIZ | Nominada  | Artista lésbica del año                       | —                                                                                         |
| 2017 | Premios XBIZ | Ganadora  | Artista MILF del año                          | —                                                                                         |
| 2017 | Premios XBIZ | Nominada  | Mejor actriz en película lésbica              | Project Pandora: A Psychosexual Lesbian Thriller                                          |
| 2017 | Premios XBIZ | Nominada  | Mejor escena de sexo en película lésbica      | Project Pandora: A Psychosexual Lesbian Thriller                                          |
| 2017 | Premios XRCO | Ganadora  | MILF del año                                  | —                                                                                         |
| 2018 | Premios AVN  | Ganadora  | Artista MILF/Cougar del año                   | —                                                                                         |
| 2018 | Premios AVN  | Nominada  | Mejor escena de doble penetración             | Cherie                                                                                    |
| 2018 | Premios AVN  | Nominada  | Mejor escena escandalosa de sexo              | Pretty Lil' Fuck Bunny Gets His Dick Sounded and His Ass Fucked by Goddess Cherie Deville |
| 2018 | Premios AVN  | Nominada  | Premio fan: Mejor sitio web de una actriz     | CherieDeVille.com                                                                         |
| 2018 | Premios AVN  | Nominada  | Premio fan: MILF más caliente                 | —                                                                                         |
| 2018 | Premios AVN  | Nominada  | Premio fan: Estrella mediática                | —                                                                                         |
| 2018 | Premios XBIZ | Nominada  | Artista MILF del año                          | —                                                                                         |
| 2018 | Premios XRCO | Ganadora  | Artista MILF del año                          | —                                                                                         |
| 2018 | Premios XRCO | Nominada  | Superslut                                     | —                                                                                         |
| 2019 | Premios AVN  | Ganadora  | Artista MILF/Cougar del año                   | —                                                                                         |
| 2019 | Premios AVN  | Nominada  | Mejor escena de sexo lésbico en grupo         | The Coven Wives                                                                           |
| 2019 | Premios AVN  | Nominada  | Premio fan: MILF más caliente                 | —                                                                                         |
| 2019 | Premios XBIZ | Nominada  | Artista MILF del año                          | —                                                                                         |
| 2019 | Premios XBIZ | Nominada  | Mejor escena de sexo en película gonzo        | Ass Fucked MILFs                                                                          |
| 2019 | Premios XBIZ | Nominada  | Mejor escena de sexo en película lésbica      | The Coven Wives                                                                           |
| 2019 | Premios XBIZ | Nominada  | Mejor escena de sexo en película lésbica      | Adoration                                                                                 |
| 2019 | Premios XBIZ | Nominada  | Mejor escena de sexo en película vignette     | MILF Affairs                                                                              |
| 2020 | Premios AVN  | Nominada  | Aparición mainstream del año                  | —                                                                                         |
| 2020 | Premios AVN  | Nominada  | Artista MILF/Cougar del año                   | —                                                                                         |
| 2020 | Premios AVN  | Nominada  | Mejor actuación solo / tease                  | Blonde MILF Cherie DeVille Is Machine Fucked in Tight Bondage                             |
| 2020 | Premios AVN  | Nominada  | Mejor escena de sexo con transexual           | Transfixed                                                                                |
| 2020 | Premios AVN  | Ganadora  | Mejor escena escandalosa de sexo              | Future Darkly: The Complete Second Season                                                 |
| 2020 | Premios XBIZ | Nominada  | Artista MILF del año                          | —                                                                                         |
| 2020 | Premios XBIZ | Nominada  | Mejor escena de sexo en película lésbica      | Girlcore: A Delicate Vice                                                                 |
| 2020 | Premios XBIZ | Nominada  | Mejor actriz en película de temática erótica  | Unfolding                                                                                 |
| 2020 | Premios XBIZ | Nominada  | Mejor escena de sexo en película tabú         | Step Family Secrets 3                                                                     |
| 2020 | Premios XBIZ | Nominada  | Mejor escena de sexo en película de todo sexo | Unfaithful                                                                                |
| 2021 | Premios AVN  | Ganadora  | Artista MILF/Cougar del año                   | —                                                                                         |
| 2021 | Premios AVN  | Nominada  | Mejor actriz                                  | Vacation in Purgatory                                                                     |
| 2021 | Premios AVN  | Nominada  | Mejor escena de trío H-M-H                    | Evil Girls With Mormon Boys                                                               |
| 2021 | Premios XBIZ | Ganadora  | Artista MILF del año                          | —                                                                                         |
| 2021 | Premios XBIZ | Nominada  | Mejor escena de sexo en película lésbica      | Crushing on my Bestie                                                                     |
| 2021 | Premios XBIZ | Nominada  | Mejor escena de sexo en película lésbica      | The Service of Venus                                                                      |
| 2021 | Premios XBIZ | Ganadora  | Mejor escena de sexo transexual               | Trans-Active                                                                              |
| 2021 | Premios XBIZ | Nominada  | Mejor escena de sexo en realidad virtual      | Wedding Orgy 2                                                                            |
| 2022 | Premios AVN  | Nominada  | Artista MILF / Cougar del año                 | —                                                                                         |
| 2022 | Premios XBIZ | Nominada  | Artista MILF del año                          | —                                                                                         |
| 2022 | Premios XBIZ | Nominada  | Estrella mediática del año                    | —                                                                                         |
| 2023 | Premios AVN  | Nominada  | Aparición mainstream del año                  | —                                                                                         |
| 2023 | Premios AVN  | Ganadora  | Artista MILF / Cougar del año                 | —                                                                                         |
| 2023 | Premios AVN  | Nominada  | Mejor escena de sexo en grupo                 | You Need to Fuck Everyone in This House                                                   |
| 2023 | Premios XBIZ | Nominada  | Artista MILF del año                          | —                                                                                         |
| 2023 | Premios XBIZ | Nominada  | Mejor escena de sexo en película vignette     | Three for the Road                                                                        |
| 2023 | Premios XBIZ | Nominada  | Mejor escena de sexo transexual               | Claymates                                                                                 |
| 2024 | Premios AVN  | Nominada  | Artista MILF / Cougar del año                 | —                                                                                         |
| 2024 | Premios XBIZ | Nominada  | Artista MILF del año                          | —                                                                                         |
| 2025 | Premios AVN  | Ganadora  | Artista MILF / Cougar del año                 | —                                                                                         |
| 2025 | Premios AVN  | Nominada  | Mejor actriz                                  | Project X                                                                                 |
| 2025 | Premios AVN  | Nominada  | Mejor escena de gangbang                      | Going All Out With a Gang Bang                                                            |
| 2025 | Premios AVN  | Ganadora  | Mejor escena de sexo en grupo                 | 20 for 20                                                                                 |
| 2025 | Premios AVN  | Nominada  | Mejor escena de sexo en grupo                 | Project X                                                                                 |
| 2025 | Premios XMA  | Nominada  | Artista MILF del año                          | —                                                                                         |
| 2025 | Premios XMA  | Nominada  | Mejor actuación protagonista                  | Project X                                                                                 |
| 2025 | Premios XMA  | Ganadora  | Mejor escena de sexo en orgía o grupal        | 20 for 20                                                                                 |
| 2025 | Premios XMA  | Ganadora  | Mejor escena de sexo en película              | Project X                                                                                 |
| 2025 | Premios XMA  | Nominada  | Mejor escena de sexo en película vignette     | HZTV: Hardcore Demolition                                                                 |